# Deir el-Bersha
Deir El Bersha (en árabe دير البرشا) es una población copta en el Egipto Medio. Se encuentra en la orilla oriental del Nilo, en la gobernación de Menia, al sur de Antinópolis y casi frente a la ciudad de Mallawi en el Uadi el-Najla.

## Descripción
Durante el Imperio Medio, su zona árida fue la principal necrópolis de los nomarcas del nomo XV del Alto Egipto, que data de las dinastías XI y XII del Antiguo Egipto. La más espectacular de las tumbas es la del Gran Señor del nomo de la Liebre (el XV, con capital en Hermópolis Magna) llamado Dyehutyhotep, que vivió durante los reinados de Amenemhat II, Sesostris II y Sesostris III. Esta tumba contenía una capilla con columnas y una escena pintada de la entrega de una estatua colosal de la cercana cantera de travertino, el denominado alabastro egipcio, en Hatnub.

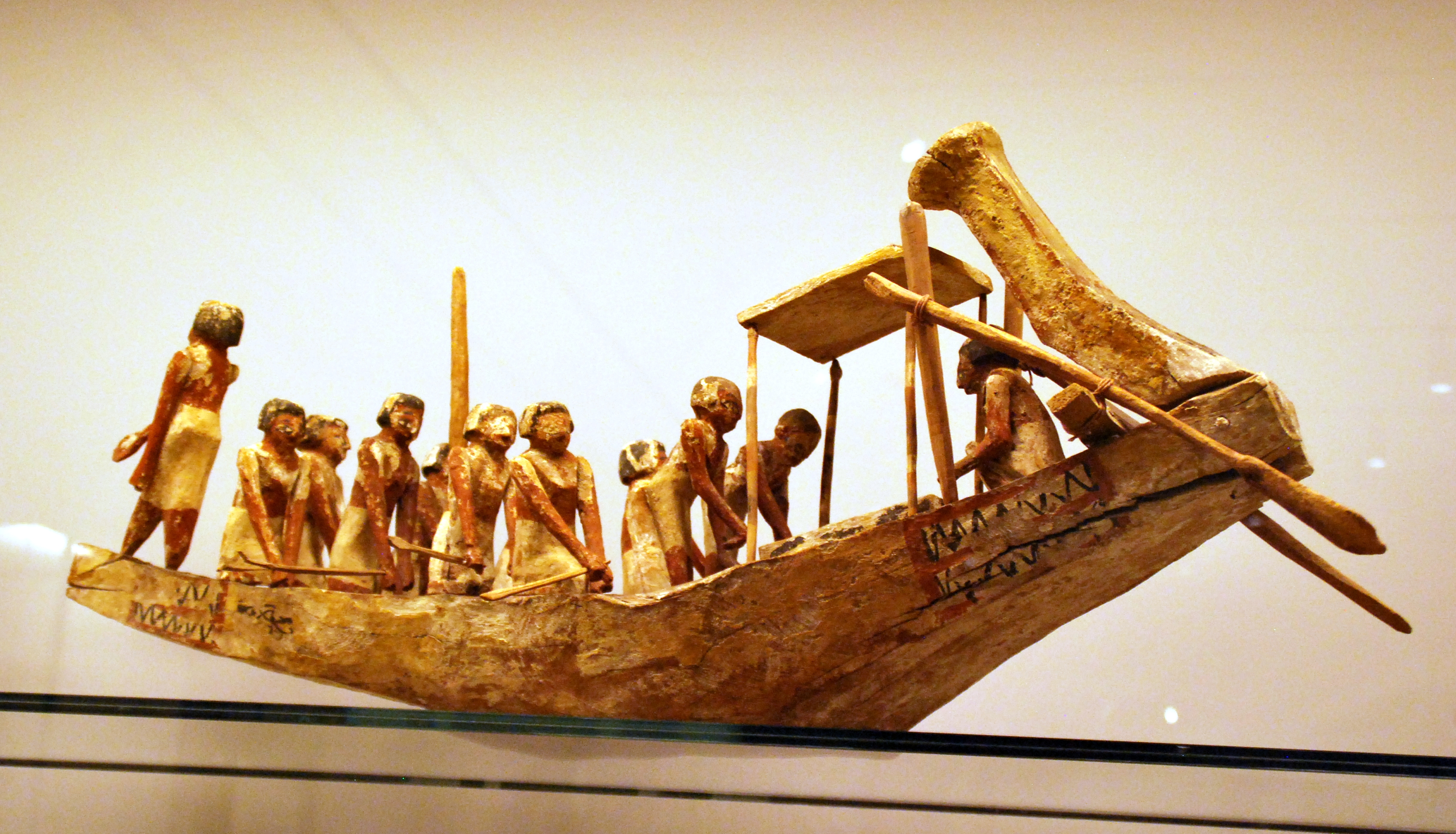
Modelo de barca en la tumba de Dyehutynajt en Deir el-Bersha.

En la primavera de 1915, el Museo de Bellas Artes de la Universidad de Harvard, Boston, organizó una expedición de excavación a Bersha, excavando una tumba (llamada 10A) que pertenecía a uno de los primeros nomarcas del Imperio Medio, Dyehutynajt. La tumba había sido saqueada, pero se recuperaron varios objetos de madera que representaban escenas de la vida cotidiana y barcas. La tumba también contenía los extraordinarios ataúdes pintados de Dyehutynajt y su esposa. El ajuar funerario ahora forma parte de la colección del Museo de Bellas Artes (Boston).
En 2007, se encontró la tumba de un alto funcionario egipcio, Henu, administrador de la propiedad real, portador del sello real, intendente de la Corte y juez durante el Primer Período Intermedio, que duró desde 2181 hasta 2050 a. C., una época de caos político en Egipto. Los arqueólogos encontraron la momia de Henu envuelta en lino en un gran ataúd de madera dentro de un sarcófago decorado con textos jeroglíficos dirigidos a los dioses Anubis y Osiris. La tumba contenía estatuillas de madera pintadas, bien conservadas, de trabajadores que fabricaban ladrillos, mujeres que fabricaban cerveza y molían cereales, y un modelo de barca con remeros.